# Vorderkrimml
Vorderkrimml ist ein Dorf im Oberpinzgau, dem hinteren Salzachtal im Land Salzburg, und Ortschaft der Gemeinde Wald im Pinzgau, Bezirk Zell am See/Pinzgau.
Zur Ortschaft gehört auch der Bahnhof Krimml, Endstation der Pinzgauer Lokalbahn.

## Lage und Landschaft
Das Dorf liegt direkt an der Einmündung der Krimmler Ache in die Salzach, und dem Ausgang des Achentales in das Salzachtal, auf 911 m ü. A., und an der Krimmler Landstraße L 113 nach Krimml.
Zum Ortschaftsgebiet zählen auch die Rotte Schloßberg und die Einöden Bräuern, Leiten, Fink und Orgler, vier Hofstellen. Das Ortschaftgebiet erstreckt sich etwa 2,6 km in Ost-West-Richtung.
Nachbarortschaften:
| Hinterwaldberg               |                                             | Lahn |
|                              | Kompassrose, die auf Nachbargemeinden zeigt |      |
| Oberkrimml (Gemeinde Krimml) |                                             |      |

## Geschichte

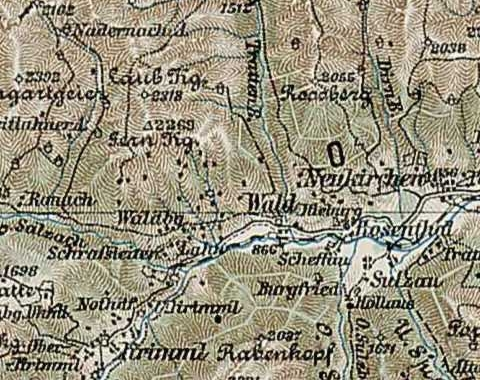
„Wald“. Franzisco-Josephinische Landesaufnahme, Blatt 30–47 Bruneck, um 1900
Ende der Pinzgaubahn unbeschriftet

Der Name des Dorfs weist auf seine Lage als Taleingang nach Krimml hin. Der alte Saumpfad von Mittersill als Handelsknoten über den Gerlospass (Pinzgauer Höhe) nach Zell am Ziller führte aber am Sonnhang entlang (Ausbau zum Fuhrweg 1631, heute Alte Gerlosstraße B 165), sodass Vorderkrimml nur für den Weg nach Krimml von Bedeutung war.
1807 brach die Salzach im Bereich von Vorderkrimml aus und setzte große Teile des Walder Talbodens unter Wasser. Im Anschluss an dieses Hochwasser wurde unter Kaiser Franz I. mit der Salzachregulierung im Oberpinzgau begonnen, die 1837 fertiggestellt wurde (Kaiser-Franz Denkmal Mittersill). 1903 gab es wieder schwere Überschwemmungen (das Donauhochwasser 1899 war im Oberpinzgau weniger folgenschwer gewesen).
Beim Bau der Pinzgaubahn 1898, die für das kleine Dorf eine Weiterentwicklung der Verkehrsbedeutung darstellt, wurde auf eine Weiterführung bis zu den touristisch interessanten und viel besuchten Krimmler Wasserfällen verzichtet. Ausschlaggebend dafür dürfte der Widerstand der Krimmler Fuhrleute gewesen sein, die sich gegen die logische Verlängerung gewehrt hätten. Sie arbeiteten auf dem steilen Stück zwischen Vorderkrimml und Krimml und sahen ihr Geschäft bedroht. Somit blieb Vorderkrimml bis in die Zwischenkriegszeit der Umschlagplatz von Bahn auf Fuhrwerk – und auch ein Ort der Bewirtung, wie der Ortsname Bräuerhof zeigt.
1962 wurde die über Krimml führende neue Gerlos Alpenstraße eröffnet, die Dipl. Ing. Franz Wallack, der Erbauer der Großglockner Hochalpenstraße, geplant hatte. Damit lag Vorderkrimml plötzlich an einer überregionalen Verkehrsader. Schon seit dem Krieg hatte sich der Transport primär auf die Straße verlagerte, die Holzverladung wurde 1998 (mit dem gesamten Gütertransport) dann endgültig stillgelegt.

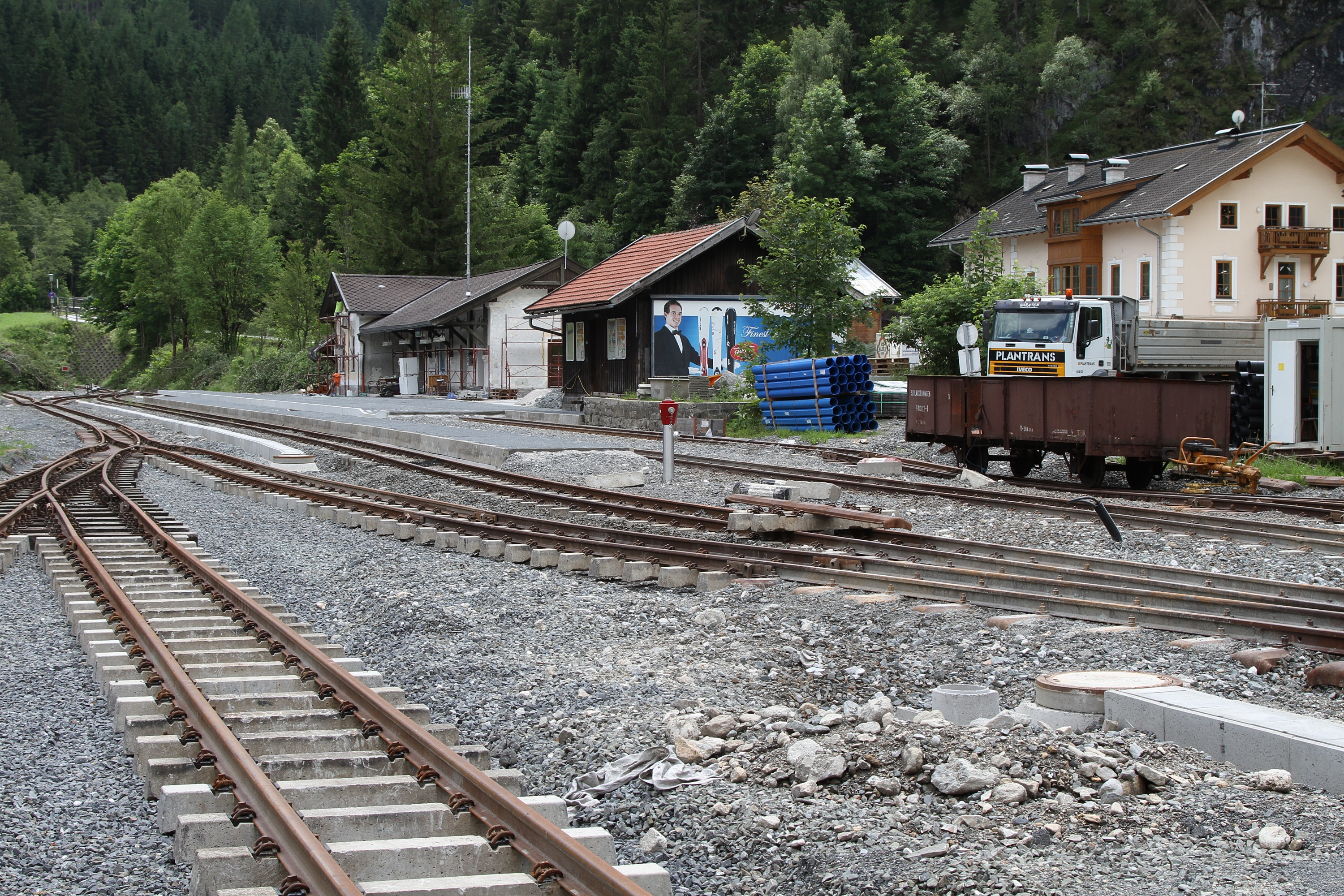
Der Bahnhof Krimml im Umbau (2010)

Ursprünglich als reine Regionalverkehrs- und Holztransportbahn konzipiert, wurde Oberkrimml aber ab den 1970ern die einzige Anbindung des öffentlichen Nahverkehrs an das Schigebiet Gerlosplatte/Hochkrimml 1965 (heute Zillertal Arena) von Osten, den Westteil des neuen Nationalpark Hohe Tauern 1984, mit den Wasserfällen, dem Naturschutzgebiet Krimmler Hochtal, und die ganze westliche Venedigergruppe, und auch Ausgangspunkt des Tauernradweges (Pinzgauer Radwegekonzept 1990), daher ist der Streckenzug von Zell am See zum Bahnhof Krimml von großer landespolitischer tourismuswirtschaftlicher Bedeutung.
1987 gab es ein weiteres Jahrhunderthochwasser, ebenso 2006. Nach dem Julihochwasser 2005 (ein lokal stärkeres Ereignis als das große Augusthochwasser) war der Bahnhof Krimml über fünf Jahre hinweg nicht auf dem Schienenweg erreichbar.
Der Bahnhof Krimml wurde – wie die ganze Pinzgauer Lokalbahn – bis 2008 von der ÖBB Personenverkehr AG betrieben und war über viele Jahre, auch schon vor dem Hochwasserschaden, von der Auflassung bedroht, wie an vielen anderen Nebenstrecken Österreichs auch. Erst der Kauf der Bahn durch das Land Salzburg 2008 – die Infrastruktur war zuvor im Besitz des Bundes und wurde von der ÖBB Infrastruktur und ist jetzt im Besitz des Landes – und die Übernahme des Betriebs durch die Salzburg AG stellten sicher, dass die an mehreren Stellen gänzlich zerstörte Strecke zwischen Mittersill und Krimml wieder aufgebaut wurde.
Ab 11. September 2010 verkehrte die Pinzgaubahn wieder bis an ihre ursprüngliche Endhaltestelle am Bahnhof Krimml.
Erwartet wurden zu dem Zeitpunkt für den Oberpinzgau 620.000 Fahrtkilometer Schiene und 420.000 Bus jährlich, und man hoffte, einen wesentlichen Anteil der 350.000 Besucher, die die Krimmlerfälle und den Hinterpinzgau jährlich besuchen, auf die Schiene verlagern zu können. Angedacht war auch ein Ausbau des Luftkurbetriebs (WasserWunderWelt Krimml) am Wasserfall. Eine Projektstudie über den Weiterbau der Strecke zumindest bis vor Krimml war in den 2010ern in Arbeit.
Nach neuerlichen Unwetterschäden an verschiedenen Stellen der Pinzgaubahn 2021 wurde der Betrieb neuerlich für längere Zeit unterbrochen und im Abschnitt von Zell am See bis Mittersill Mitte 2024 wieder aufgenommen. Zu dem Zeitpunkt wurde gesagt, dass der obere Streckenteil bis Krimml Ende 2025 ebenfalls wieder in Betrieb genommen werden soll.

### Einwohnerentwicklung
| Salzachkr. (Kgr. Bay./ Österr. o.d.E.) | Salzachkr. (Kgr. Bay./ Österr. o.d.E.) | Krld. Sbg. (Österr.- Ugrn.) | Rep. Österr. | Rep. Österr. | Rep. Österr. | Rep. Österr. | Rep. Österr. | Rep. Österr. |
| 1811                                   | 1817                                   | 1869                        | 1951         | 1961         | 1971         | 1981         | 1991         | 2001         |
| 15                                     | 15                                     | 15                          | 25           | 25           | 32           | 52           | 72           | 83           |
| 111                                    | 115                                    | 105                         | 161          | 144          | 173          | 179          | 244          | 307          |

## Bahnhof Krimml

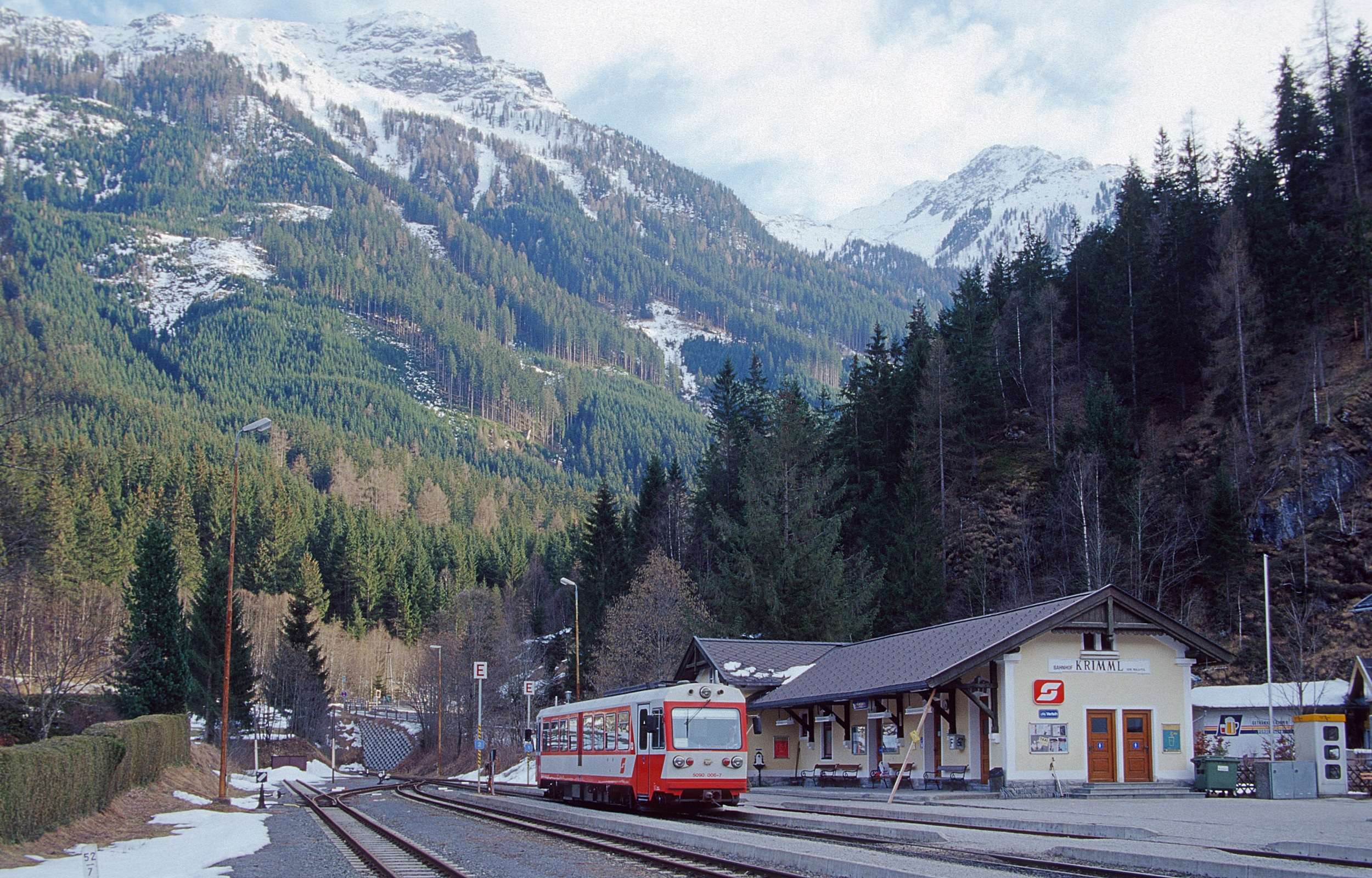
Der Bahnhof Krimml zu Zeiten der ÖBB (2002)

Der Bahnhof Krimml steht direkt am Ausgang des Tals, etwa einen halben Kilometer südwestlich des Dorfs (⊙), beim alten Fuhrgasthof Marienhof an der Bräuerbrücke (Kote 911 ⊙).
Der Bahnhof Krimml wird, außer von den Zügen der Salzburg AG, auch von der Postbuslinie 670/671 bedient. Der Postbus stellt auch die Verbindung zu den Krimmler Wasserfällen her und ist mit dem Bahnbetrieb vertaktet. Der Bahnhof ist unbesetzt, der Fahrscheinverkauf erfolgt im Zug. Der Bahnbetrieb wird von der Fahrdienstleitung in Zell am See Tischlerhäusl koordiniert.

### Infrastruktur und Betrieb
Der Bahnhof Krimml war ursprünglich mit vier Gleisen ausgestattet, seit der Reaktivierung besitzt er drei Bahnsteiggleise an zwei Bahnsteigen. Es besteht des Weiteren ein Aufnahmsgebäude mit Toiletten und Warteraum, ein Güterschuppen und ein zweigleisiger Lokschuppen, in diesem sind die nicht betriebsfähige Dampflok Uh 7 und ein Reservedrehgestell für die Lokomotiven der Baureihe Gmeinder D 75 BB-SE (Vs 8x) hinterstellt. Eine ursprünglich vorhandene Drehscheibe wurde bereits zu Zeiten der ÖBB abgebaut. Da Endstelle der Lokalbahn, wenden die Züge im Bahnhof Krimml. Der letzte Zug des Tages übernachtet hier, für das Personal stehen Schlafräume im Aufnahmsgebäude zur Verfügung.
Im Rahmen des Wiederaufbaus der Pinzgauer Lokalbahn 2010 wurde der Bahnhof Krimml generalsaniert und das Aufnahmsgebäude weitgehend in den ursprünglichen Zustand zurück versetzt. Neben der Neulage aller Gleise und dem Bau eines gekiesten Parkplatzes wurden auch alle Bahnsteige neu errichtet: Es bestehen nun ein breiter Hausbahnsteig mit Blindenleitsystem (taktile Einkerbungen) und ein schmaler Mittelbahnsteig; beide mit Betonpflasterung. Am Güterschuppen wurde bei der Eröffnung der wiederaufgebauten Strecke das von Menschen mit Beeinträchtigung gemalte Wandbild Rote Lok enthüllt.

## Tourismus und Sehenswürdigkeiten
Vom Bahnhof aus fährt die Postbuslinie 671 über Krimml und die Gerlos Alpenstraße weiter nach Zell am Ziller, an das Westende des Nationalparks Hohe Tauern, auch das Schigebiet Gerlosplatte (Zillertal Arena) wird von dieser Linie angefahren.
Für den Radfahrer ist der Tauernradweg angebunden, der, von Krimml kommend, die Salzach entlang oder über die Saalach bis Salzburg nach Passau führt.
Vom Bahnhof führen auch zahlreiche Wanderwege, über die Gerlos, über die hintere Salzach nach Norden in die Kitzbühler Alpen, etwa zum Salzachgeier (Salzachursprung) oder über die Neue Bamberger Hütte und die Wildalpenseen Richtung Hopfgarten im Brixental in Tirol. Über den Tauernradweg (Weg-Nr. 37, 11) sind es ca. 3 km zu den Krimmlfällen, dem Eingang zum Krimmler Achental und dem Arnoweg. In die Venedigergruppe selbst führt in der Nähe nur zum Rinderkarsse ober Krimml ein markierter Weg.
Unter Geologen ist der Ort als Fundstelle des Vorderkrimmler Flussspat am Schloßberg bekannt, der im Fluorit-Schaustollen abgebaut wurde.

## Medien
- Pinzgauer Lokalbahn - totgesagte leben länger. Eisenbahn-Romantik Folge 729 (Weblink, SWR)